# Donaualtwasser Winzerer Letten
Koordinaten: 48° 43′ 20″ N, 13° 4′ 13″ O

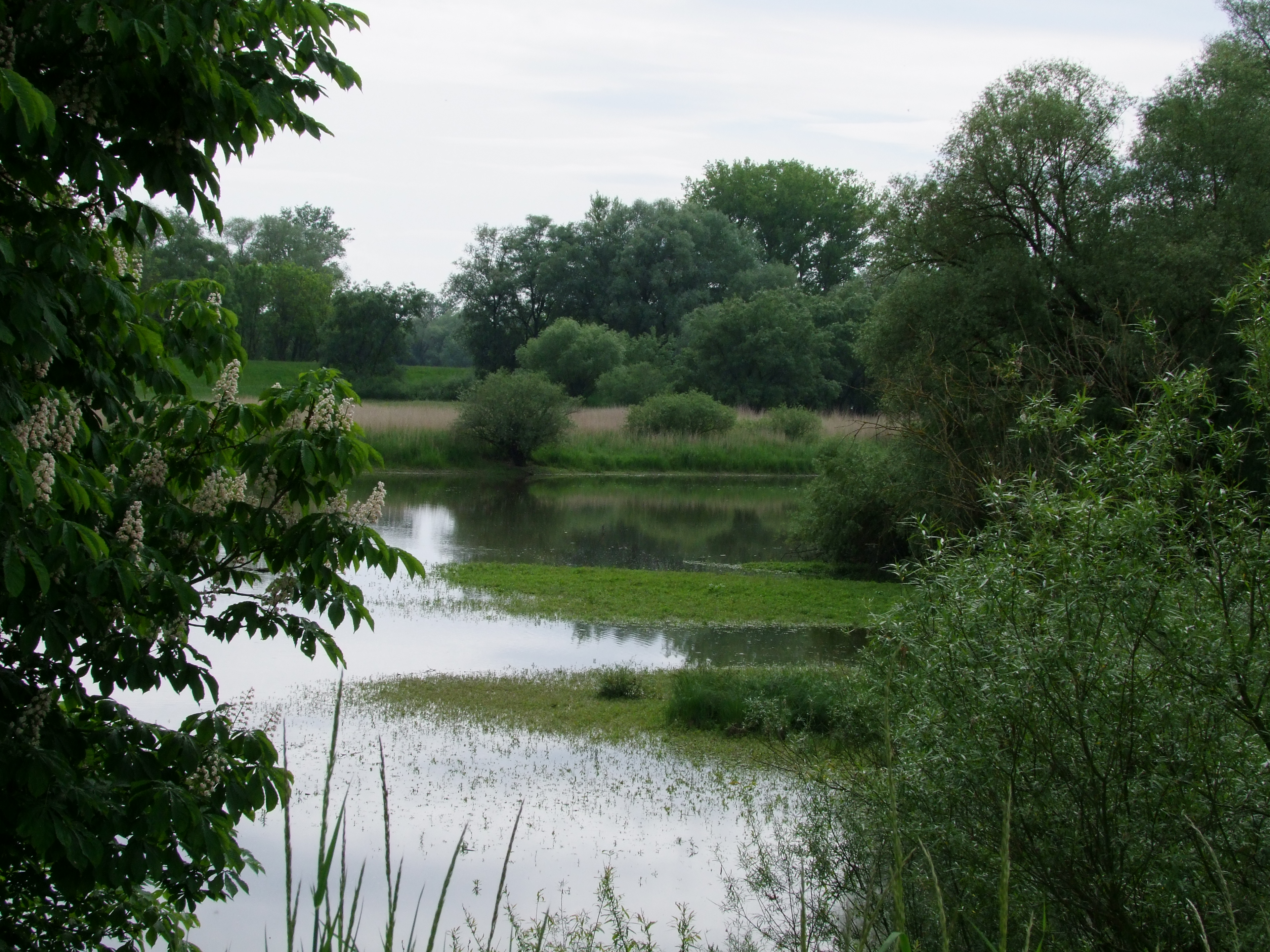
Naturschutzgebiet Donaualtwasser Winzerer Letten (Mai 2014)

Das Naturschutzgebiet Donaualtwasser Winzerer Letten liegt im Landkreis Deggendorf in Niederbayern westlich des Hauptortes von Markt Winzer. Am westlichen Rand des Gebietes verläuft die St 2115 und nordöstlich die St 2125. Durch das Gebiet hindurch fließt die Hengersberger Ohe, ein Nebenfluss der westlich, südwestlich und südlich fließenden Donau.

## Bedeutung
Das rund 62 ha große Gebiet mit der Nr. NSG-00330.01 wurde im Jahr 1983 unter Naturschutz gestellt.